# Sabina von Steinbach
Sabina von Steinbach, nota anche come Sabina di Pierrefonds nella versione francese (Strasburgo, ... – ...; fl. XIII-XIV secolo), è stata una scultrice tedesca. Figlia dell'architetto Erwin von Steinbach, magister operis della fabbrica della Cattedrale di Strasburgo. 
Quando, alla morte del padre avvenuta nel 1318, il fratello Johann assunse l'incarico di guidare il completamento della torre venne impiegata come scalpellina e scultrice nei lavori. A lei sono attribuite le statue dell'Ecclesia e della Sinagoga della cattedrale posizionate vicino ai portali sud, sebbene la sua stessa esistenza sia stata messa in dubbio da una parte degli studiosi per via della scarsità delle notizie biografiche giunte fino a noi.

## Biografia
Pochissime sono le notizie certe che riguardano la sua biografia e molte delle storie associate alla sua figura presentano toni leggendari. Secondo la tradizione, ad esempio, mentre ammirava, a lavoro ultimato, le sue statue posizionate nelle nicchie venne raggiunta da una processione di preti guidati dall'arcivescovo che le pose una corona d'alloro sul capo benedicendola. Tale storia è raffigurata in un antico dipinto presente a Strasburgo e citato in alcune fonti. Tuttavia il suo nome è presente nella lista degli scalpellini della cava di Strasburgo e registrata alla Gilda dei maestri come figlia di Erwin von Steinbach e sorella di Johann Von Steinbach.
Nonostante l'incertezza derivata da alcune fonti che ricostruiscono in modo differente alcuni elementi della vita e del lavoro di Sabina, la presenza delle donne nei cantieri medioevali delle cattedrali, specie a conduzione familiare e nelle file della manovalanza generica, era in realtà consuetudine diffusa.
Una statua raffigurante Sabina è posizionata vicino la cattedrale di Strasburgo. Alla sua figura è stato dedicato l'omonimo cratere venusiano.